# Мюллер, Карл Людвиг
Карл Людвиг Мюллер (дат. Carl Ludvig Müller; 1809 — 1891) — датский нумизмат. Сын историка и религиозного деятеля Петера Эразма Мюллера, отец лесовода и почвоведа Петера Эразма Мюллера.
С 1841 г. работал в Королевском кабинете монет и медалей, с 1865 г. был его директором. Одновременно с 1848 г. был инспектором Музея Торвальдсена, а с 1866 г. одним из руководителей Национального музея древностей.
Наиболее известны два его капитальных труда: «Монеты Александра Великого» (фр. Numismatique d’Alexandre le Grand; Копенгаген, 1855, с атласом) и «Монеты древней Африки» (фр. Numismatique de l’anciennе Afrique; Копенгаген, 1860—1874), многие годы служившие основным источником по нумизматике соответствующих эпох. Опубликовал также «Монеты македонского царя Филиппа II» (дат. Den Macedonische Konge Philip IIs Mynter; Копенгаген, 1855) и «Монеты фракийского царя Лисимаха» (дат. Den thraciske Konge Lysimachus’s Mynter; Копенгаген, 1857). Ряд археологических монографий Мюллер, напечатанных в «Vidensk. Selskabs Skrifter» за 1865—1877 гг., имеет предметом исследование значения крестообразных знаков, встречающихся на предметах древности дохристианской эпохи.